# 25e régiment du génie de l'air
Le 25e régiment du génie de l'air est un régiment de l'Armée de l'air et de l'espace, composé principalement de militaires de l'Armée de terre. Sa mission consiste à permettre et appuyer le déploiement de capacités aériennes en opération. Le régiment est basé à Istres à proximité de la base aérienne 125. C'est aujourd’hui le dernier régiment du génie de l'air.
Il a la particularité de porter des fourreaux d'épaule mixtes air/génie (velours noir, galons génie et charognard, type Armée de l'air).

## Historique

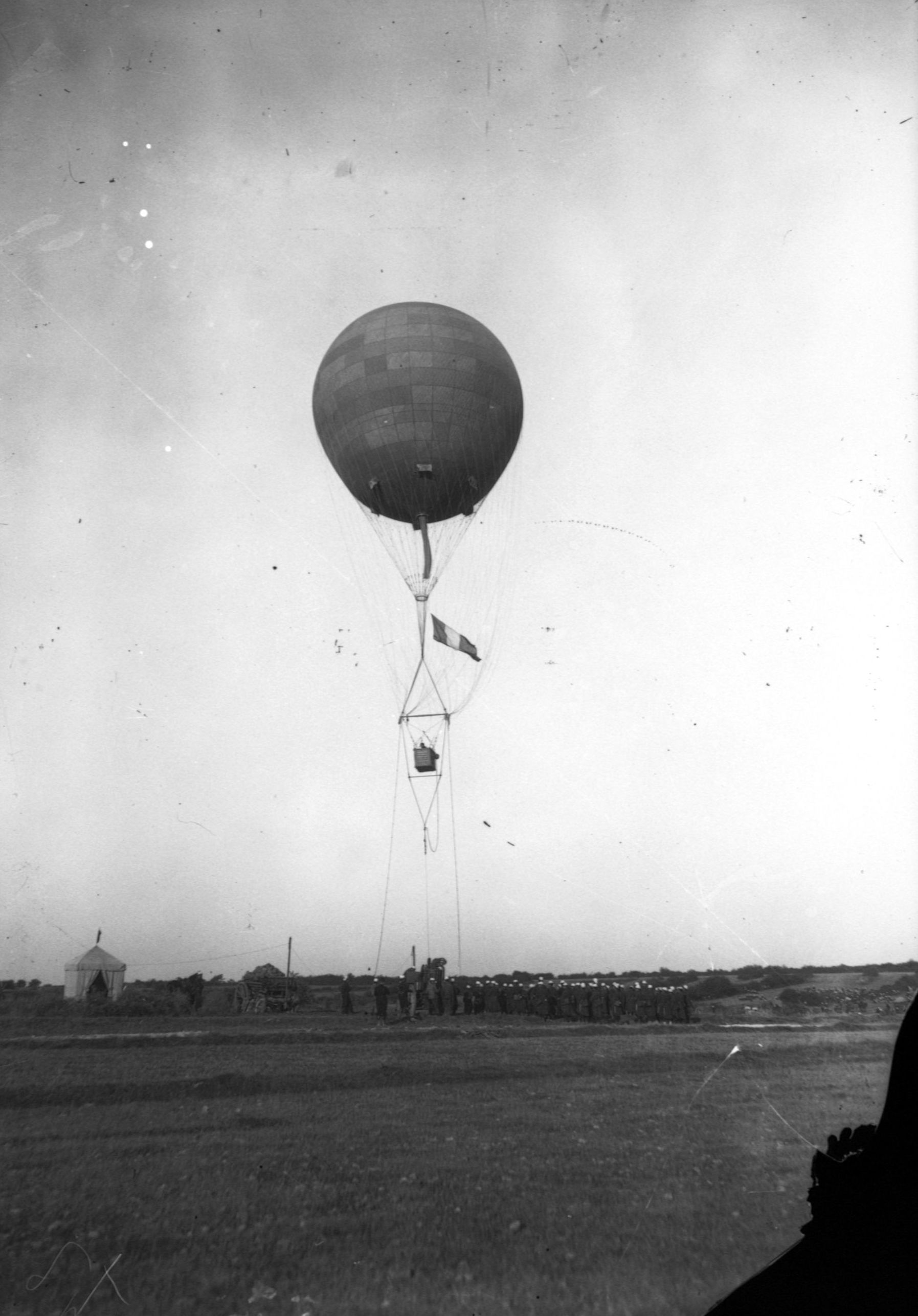
Aérostiers à Beauchemin (Haute-Marne), en 1915.

- En 1875 est fondé un centre d'études, d'expérience et d'instruction à Chalais-Meudon, dépendant du génie (qui a la charge des fortifications) : il est commandé par le colonel Charles Renard et il s'occupe de l'emploi opérationnel de ballons captifs, pour des missions d'observation et de réglage d'artillerie. En 1877, le centre prend le nom d'« établissement aérostatique militaire ». L'armée française a en 1879 huit parcs d'aérostation de campagne et cinq de place. Le décret du 19 mai 1886 créé quatre compagnies d'aérostiers (correspondant aux quatre places-fortes de Verdun, de Toul, d'Épinal et de Belfort), à raison d'une par régiment du génie ; en 1900 ces compagnies sont toutes regroupées au sein du 25e bataillon de sapeurs aérostiers à Versailles sous les ordres du colonel Auguste Hirschauer[1].
- 1904 : Les compagnies d'aérostiers réapparaissent le 19 mai 1886 dans les quatre grands régiments du génie militaire, Bonaparte les ayant dissous auparavant. En 1886, quatre compagnies de dirigeables sont créées, une dans chaque régiment d'aérostiers. Elles sont regroupées le 1er avril 1904 pour former, sous les ordres du chef de bataillon Auguste Édouard Hirschauer, le 25e bataillon du génie.
- 1910 : Les aérostiers sont séparés des troupes de sapeurs-mineurs et les 2 nouvelles compagnies d'aérostiers étrangères au  25e bataillon du génie sont groupées sous le commandement d'un chef de bataillon[2].
- 1952 : Le 25e bataillon du génie de l'air est créé en 1952 à Compiègne, à partir de la 5e compagnie du  15e régiment du génie de l'air. La caserne est située entre le quartier des Sablons et la forêt domaniale de Compiègne.
- De 1956 à 1962, il fournit différents détachements déployés en Algérie.

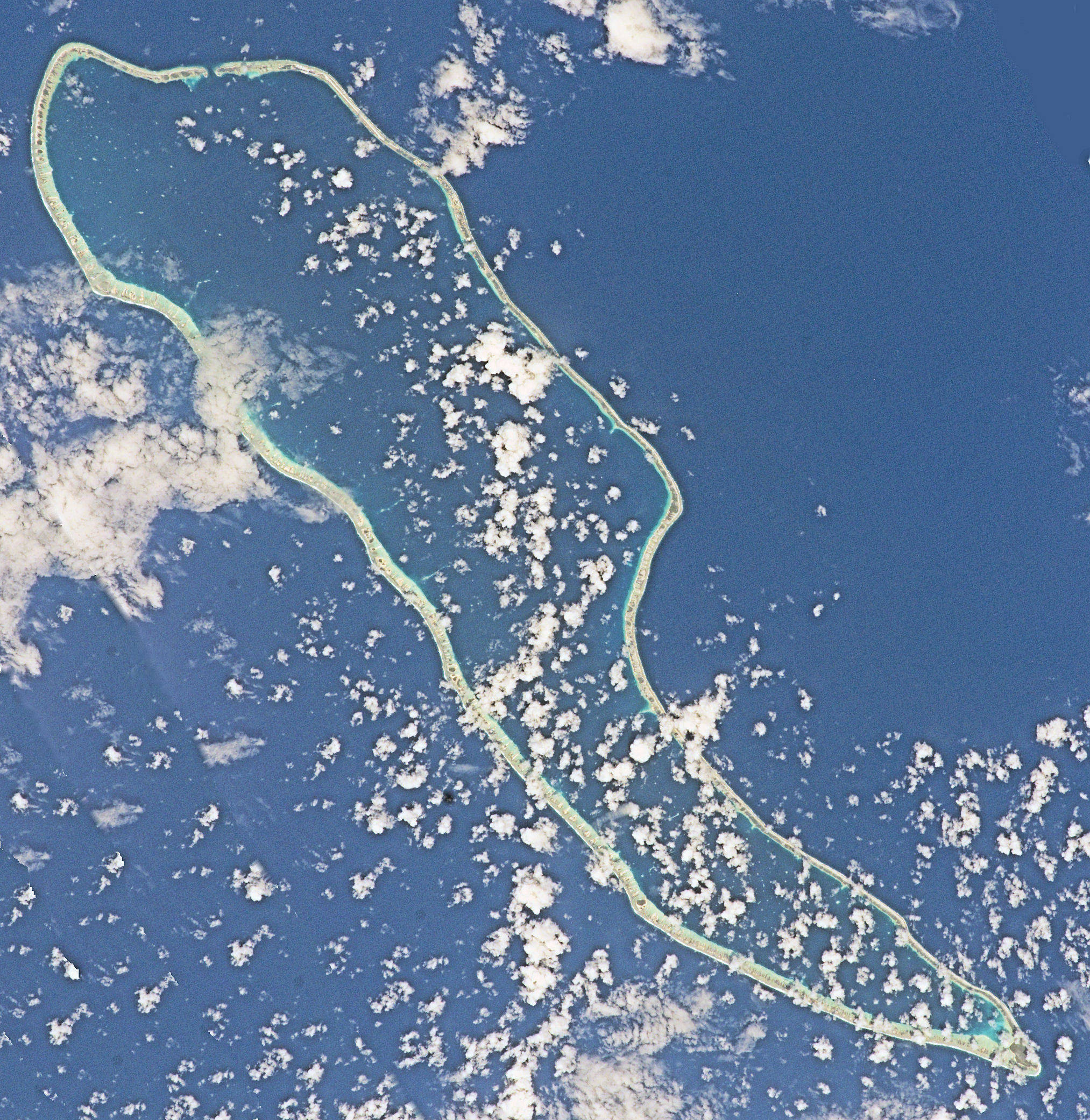
Atoll de Hao, site en Polynésie française de la base aérienne 185. Résidence de la compagnie de marche du génie de l'air.

- 1963 : 1er octobre, formation de la 115e compagnie de marche du génie de l'air[3], la compagnie, formant corps[4], est mise à la disposition du Commandement interarmées en vue de son emploi au Centre d'expérimentations du Pacifique (CEP)[5], dans le cadre des essais nucléaires français, en Polynésie française[6].
- 1972 : Le 25e BGA devient le 25e régiment du génie de l'air.
- Le 4 mai 1981, la base aérienne 552 est renommée et devient la base général Hischauer.
- 1996 : Le 25e régiment du génie accueille la compagnie 45/2 de Mont-de-Marsan. Il est transféré de la BA 552 Compiègne à base aérienne 125 Istres-Le Tubé, le 1er septembre 1996[7].
- 1998 : Le 25e régiment du génie de l'air, à la suite de la dissolution du 15e régiment du génie de l'air, est restructuré en cinq compagnies opérationnelles le 1er juillet 1998.
- 21 juin 2004 : Dissolution du Détachement air 136 de Toul-Rosières, fermeture officielle du site et départ du personnel. La 5e compagnie opérationnelle du Génie de l'air : (COGA), est également dissoute. Son centre d’instruction est donc rapatrié à Istres.

## Chefs de Corps
25e Bataillon du Génie
|  |  |  |
|  |  |  |
|  |  |  |

- 1904 Commandant Hirschauer

25e Bataillon du génie de l'air
- 1952 Capitaine Jouve Ange

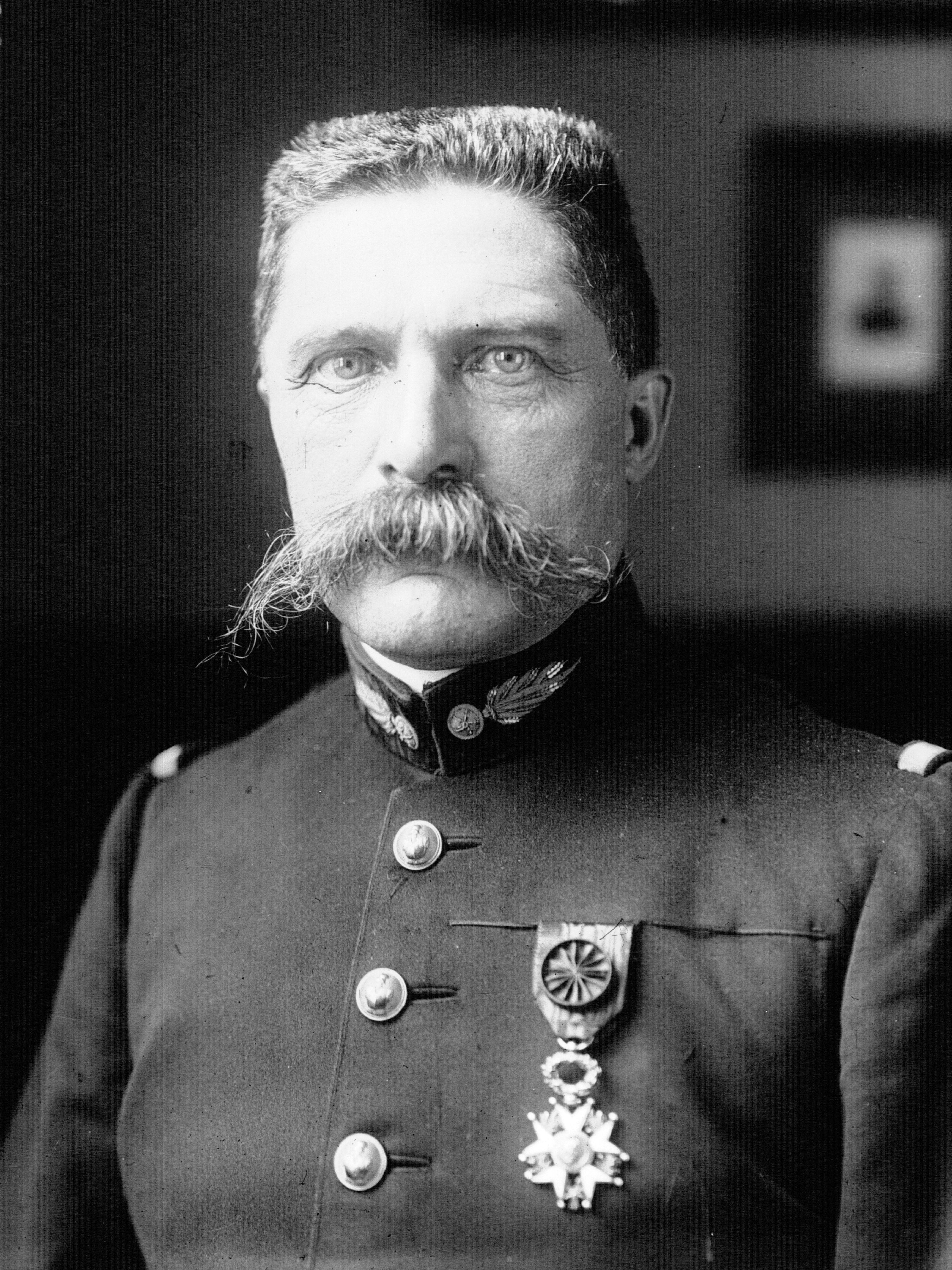
Auguste Édouard Hirschauer, 1912.

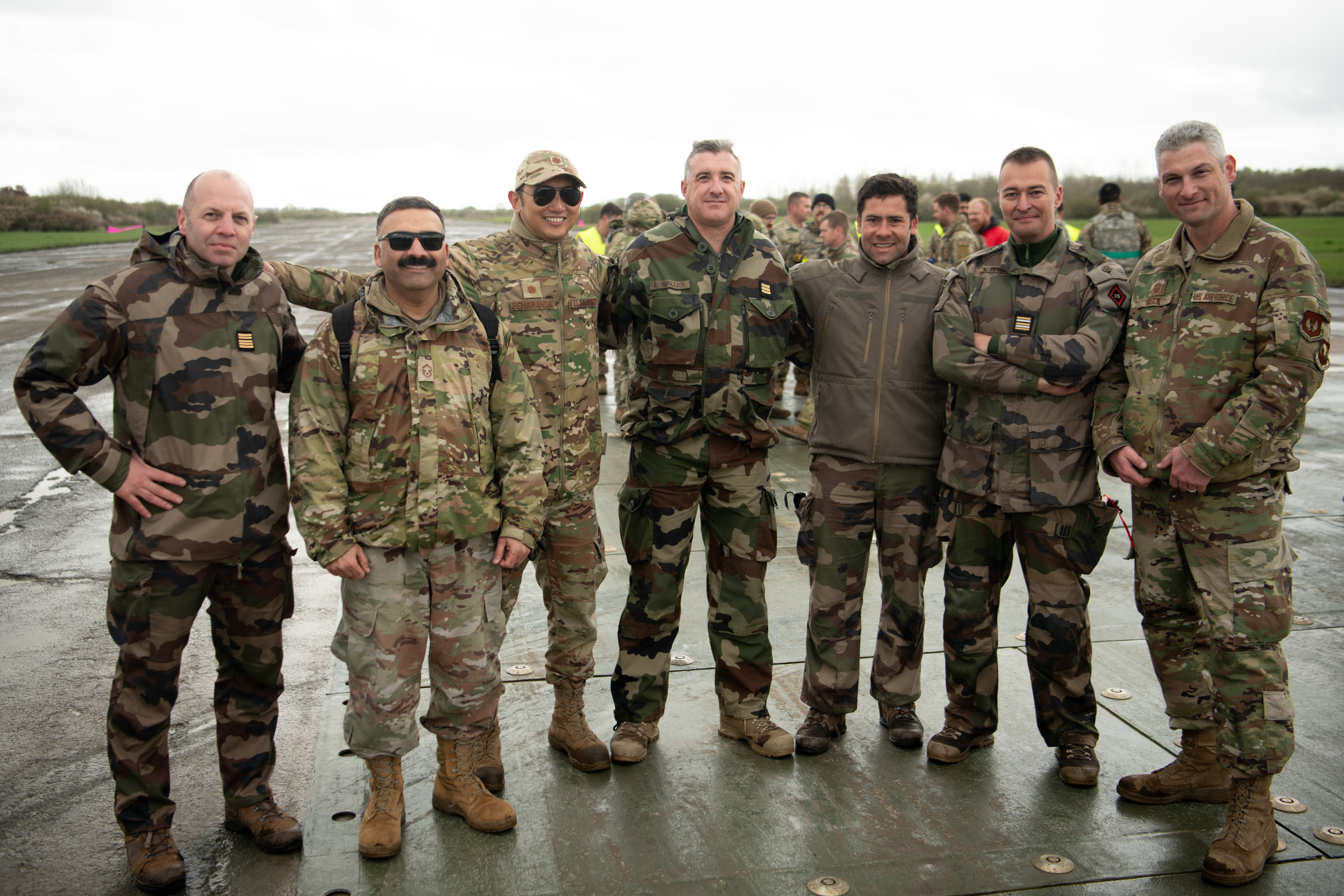
Le colonel Jacquot, à gauche, en 2024 sur la Base aérienne Grostenquin.

- 1952-1955 Chef de bataillon Moreau Jacques
- 1955-1956 Chef de bataillon Coleno
- 1955-1957 Lieutenant-colonel Bain Jules
- 1958 Chef de bataillon Varlet André
- 1958-1959 et 1961-1962 Capitaine Claudel henri
- 1959-1961 Chef de bataillon Rivière
- 1962-1964 Lieutenant-colonel Mannessier Alexandre
- 1964-1966 Lieutenant-colonel Escudié Hervé
- 1966-1968 Lieutenant-colonel Amesland Robert

25e Régiment du génie de l'air
- 1968-1970 Lieutenant colonel Bru Alain
- 1970-1972 Lieutenant-colonel Fournon Georges
- 1972-1974 Lieutenant-colonel Louis Roger
- 1974-1976 Lieutenant-colonel Egron Léon
- 1976-1978 Colonel Ganascia
- 1978-1980 Colonel Le Pottier
- 1980-1982 Colonel Bernard Petit
- 1982-1984 Colonel Christian Claisse
- 1984-1986 Colonel Fassier Jean-Pierre
- 1986-1989 Colonel Simon-Lacroix Jean-Pierre
- 1989-1991 Colonel Antoine Thiry
- 1991-1993 Colonel Addé Alain
- 1993-1996 Colonel Philippe Dehecq
- 1996-1997 Lieutenant-colonel Carminati
- 1997-1999 Colonel Beaussard
- 1999-2001 Colonel Dexter

- 2001-2003 Lieutenant-colonel Loridan
- 2003-2005 Colonel Henry
- 2005-2007 Colonel Bailly
- 2007-2009 Colonel Jean-Philippe Bertogli
- 2009-2011 Colonel Chapelle
- 2011-2013 Colonel Proença
- 2013-2015 Colonel Stéphane Bajard
- 2015-2017 Colonel Yann Latil
- 2017-2019 Colonel Cédric Fayeaux
- 2019-2021 Colonel Thibault Granier[8]
- 2021-2023 Colonel Benoît Rossillon
- 2023 à ce jour le Colonel Yves-Marie Jacquot

## Drapeau et traditions
Depuis 1981, il est le gardien du drapeau de la 52e demi-brigade d'aérostation, ainsi que des traditions des aérostiers militaires. Les quatre COGA sont les héritières des traditions des compagnies du 25e bataillon du génie.
Il porte, cousues en lettres d'or dans ses plis, les inscriptions suivantes: GRANDE GUERRE 1914-1918
Le drapeau du 25e régiment du génie de l'air a été décoré de la médaille aéronautique en 2022 par le général de corps d'armée Laurent Lherbette.

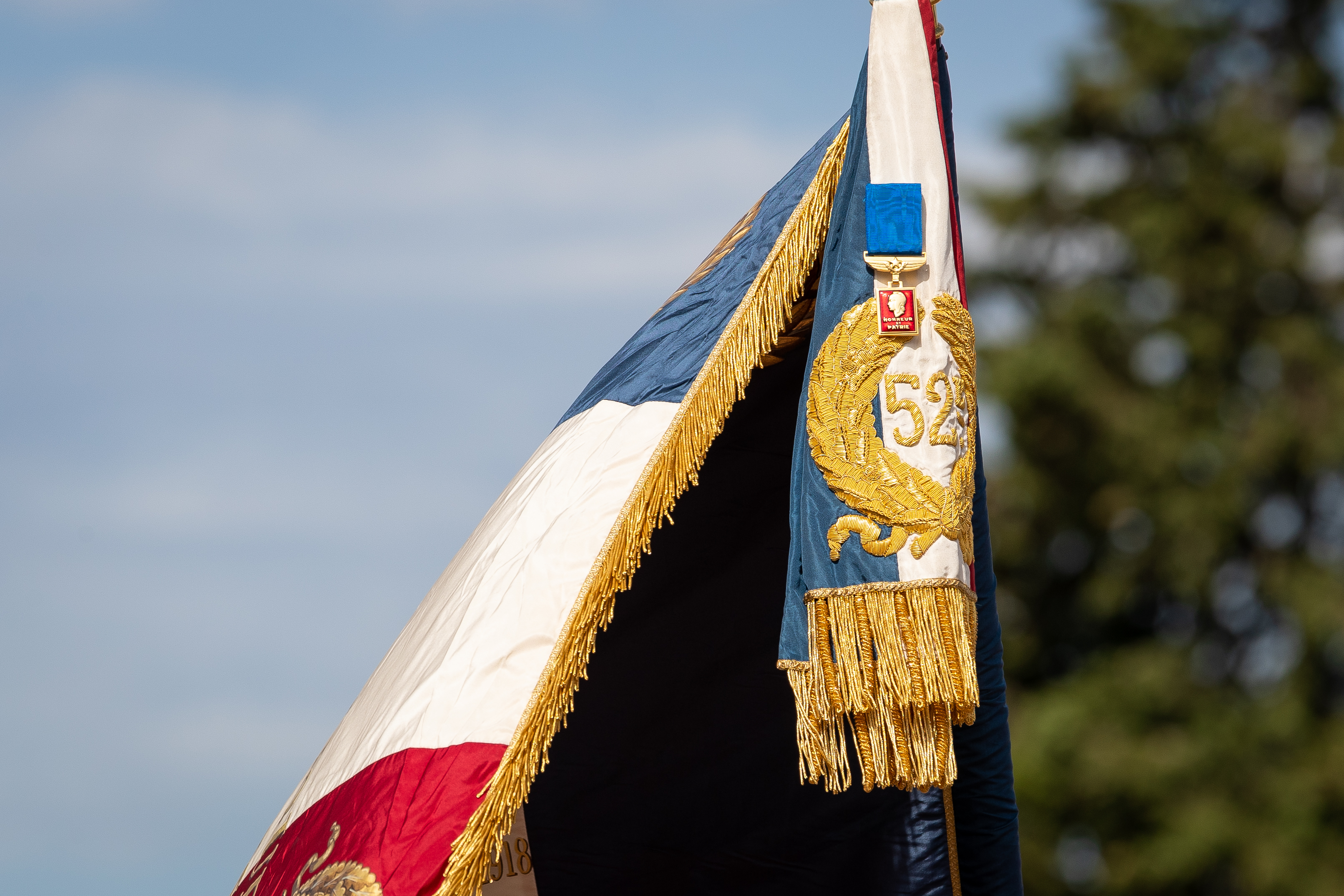
Drapeau du 25e régiment du génie de l'air.

Les aérostiers militaires sont des Sapeurs du génie. Les compagnies d'aérostiers réapparaissent le 19 mai 1886 dans les quatre grands régiments du génie, Bonaparte les ayant dissous auparavant. En 1900, la loi du 9 décembre regroupe les compagnies d'aérostation en un bataillon attaché au 1er régiment du génie. En 1901, le Décret du 21 janvier attribue le numéro 25 aux aérostiers. Elles sont regroupées le 1er avril 1904 pour former, sous les ordres du chef de bataillon Hirschauer, le 25e bataillon du génie. En 1910, le décret du 5 avril organise l'autonomie de l'Aérostation militaire, mais elle reste dans ses garnisons d'origine, entre autres les 4 compagnies de Place à Verdun, Toul, Épinal et Belfort.
Au début de la Première Guerre mondiale, les compagnies d'aérostation sont donc dans les bataillons de places. Pendant la guerre, il n'y avait qu'une seule grande unité d'aérostation : le 1er groupe d'aérostation, regroupant 8 compagnies de port d'attache, 2 compagnies d'ouvriers d'aérostation et 76 compagnies d'aérostiers de campagne numérotées de no 19 à no 94. La place de Belfort est le port d'attache de la Cie 25/2, répartie pour moitié à Belfort et à Épinal. La compagnie d'aérostat 25/2 met sur pied en 1914 la 14e Cie et plus tard, la  32e Compagnie d'Aérostiers, formée vers octobre 1914 sur les ressources de la 22e Compagnie d'Épinal, engagée en Artois en 1915. La 35e compagnie d'aérostiers est formée vers octobre 1914 sur les ressources des 6e et 8e compagnies de port d'attache (Camp de Châlons), engagée en Champagne en 1915, d'où l'inscription « Grande Guerre ».
Les demi-brigades sont formées après guerre par amalgame des compagnies qui ne sont pas dissoutes ; Elles deviennent les 51e et 52e demi-brigades dissoutes vers 1930. L'organisation des régiments d'aérostation date de 1920.

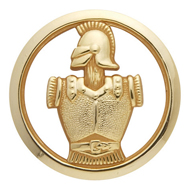
Insigne de béret du génie.

## Devise
PER TERRAM, ENAM CAELUM"  |  "PAR LA TERRE, POUR LES AIRS

## Implantation
La portion centrale du 25e RGA est implantée à Istres, ville de 40 000 habitants située à proximité de Marseille.
Deux compagnies opérationnelles du génie de l'air (COGA) sont décentralisées, l'une à Mont-de-Marsan dans les Landes et l'autre sur Avord, située à proximité de Bourges, dans le Cher.

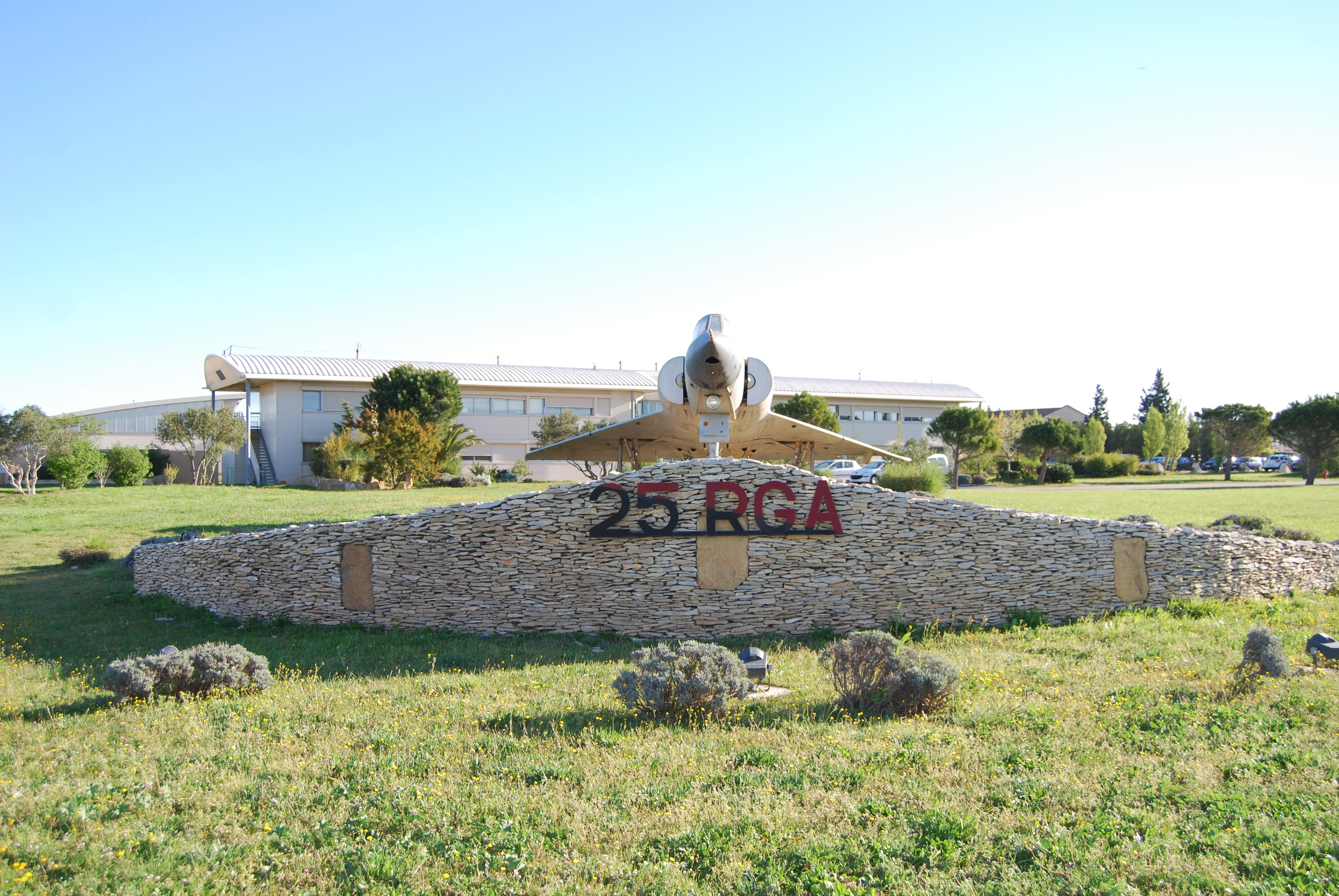
25e régiment du génie de l'air situé à Istres. Base Général Pierre Cros.

## Composition actuelle
En 1998, le 25e régiment du génie de l‘air, après la dissolution du 15e RGA de Toul, est restructuré en cinq compagnies opérationnelles.
En 2004, la 5e compagnie opérationnelle du génie de l’air de Toul est également dissoute. Son centre d’instruction est donc rapatrié à Istres.
En 2022, le 25e RGA compte environ huit cents militaires articulés en 4 compagnies et un élément air rattaché (EAR) :
- compagnie de commandement et de logistique (CCL) à Istres.
- un détachement de la compagnie d’instruction sur l'ancienne base de Vouziers-Séchault, construite à l'origine comme base auxiliaire (Dispersed Operating Base) pour l'USAF en 1952. Cette ancienne base aérienne de l'OTAN a été déclassée en 1969 et transformée trois ans plus tard en terrain d'exercices, attribué l'année suivante au 15e régiment du génie de l'air, avec présence d'un détachement permanent depuis 1972. le site de Vouziers passe EAR en 2021.
- la 1re compagnie opérationnelle du génie de l’air (1re COGA) à Istres.
- la 2e COGA situé à Mont-de-Marsan sur la base aérienne 118 Mont-de-Marsan.
- la 4e COGA situé à Avord sur la base aérienne 702 Avord.
- (la 3e compagnie opérationnelle dissoute en 2009)[12].

Effectif actuel (au 1er novembre 2020) : 32 officiers, 169 sous-officiers, 560 militaires du rang et 6 civils.

## Rôle du Génie de l'air

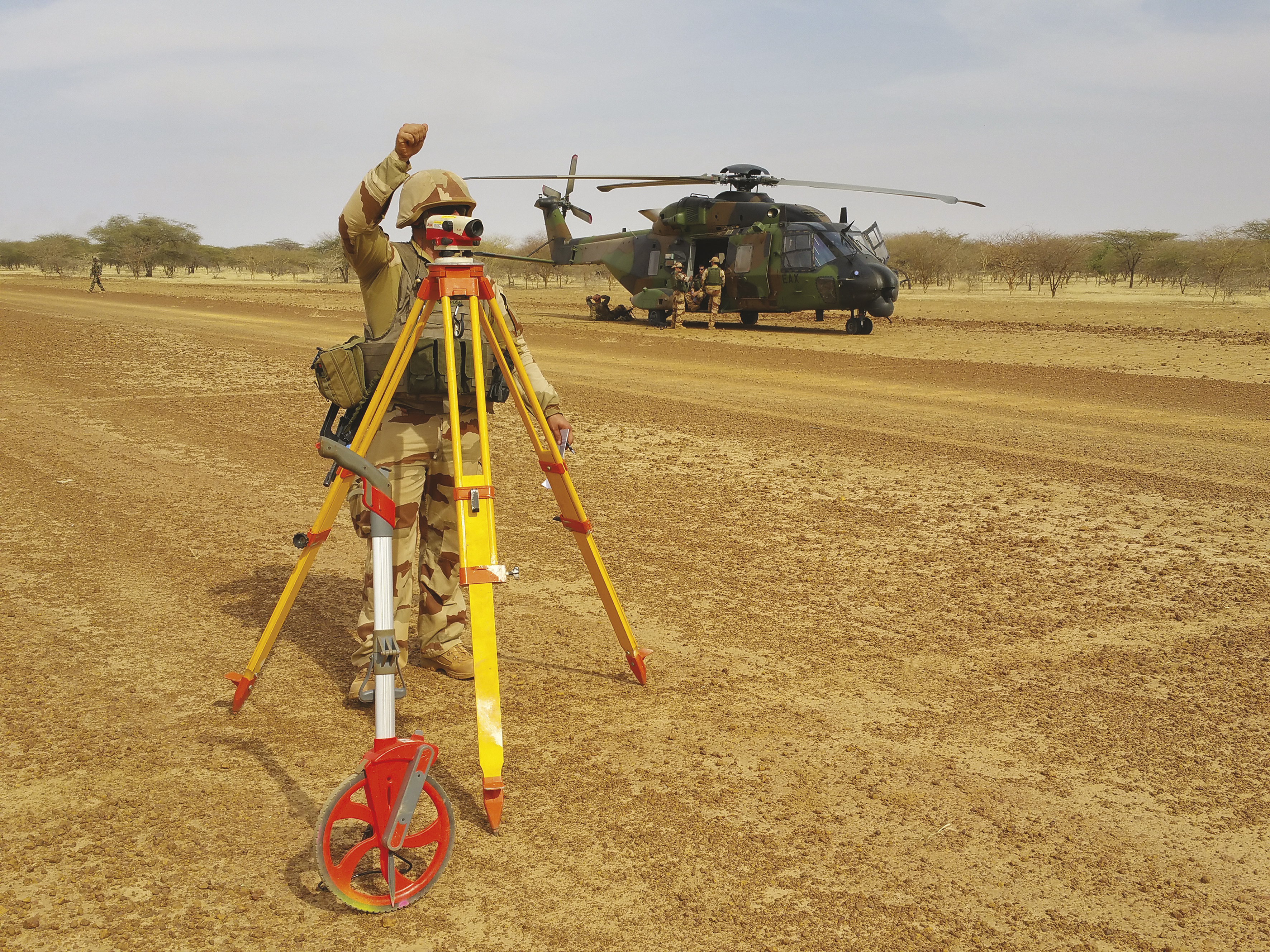
Relevé topographique d'un terrain sommaire en BSS.

### Missions
Participant directement à l’entrée en premier d’une force, les capacités du 25e RGA recouvrent quatre domaines :
- l'appui au commandement ;
- la dépollution de zones aéroportuaires ;
- le rétablissement et le maintien en condition de plateformes aéroportuaires ;
- l'appui au déploiement d’une Force.

### Capacités
Permettre au décideur de déterminer rapidement les moyens à engager pour le déploiement de la Force.
Extrêmement sollicitée, cette compétence repose sur la capacité du 25e RGA à dimensionner, expertiser et homologuer tous types de pistes ou d’aéroports. Ces aptitudes sont, à ce titre, quasiment identiques à celles du service technique de l’aviation civile.
Un point important différencie cependant le régiment de ses homologues de l’aviation civile : le génie de l’air est en mesure d’adapter le niveau de risque au contexte des opérations. Il s’agit bien d’utiliser la tolérance des normes aéronautiques et les performances des appareils militaires pour apprécier le risque au regard des gains tactiques et stratégiques pouvant être obtenus par la manœuvre.
Cette expertise est purement militaire. Elle représente souvent un élément décisionnel important pour le commandement et requiert une véritable expérience des opérations. Elle permet de réaliser tous types d’opérations militaires sur des pistes d’aviation de circonstance ou des bases aériennes / aéroports internationaux endommagés par le temps et les combats.
Sécuriser les zones de déploiement et les plateformes aéronautiques utilisées par la Force.
Cette capacité fait appel à des compétences d'Élimination des bombes/EOD (en) (équipe opérationnelle de déminage) et de l'échelon central NEDEX (neutralisation et destruction des explosifs).
Le 25e RGA possède des équipements blindés spécifiquement adaptés à cette mission. Le matériel de dépollution mécanique du régiment est unique au sein des armées. Il permet de traiter rapidement des zones étendues et est parfaitement adapté à la sécurisation d’une zone de déploiement ou d’un aéroport.
Rétablir et garantir la disponibilité opérationnelle des pistes d’aviation utilisées par la force et ses alliés.
Cette capacité fait appel à un large éventail de techniques, qui vont de la réparation de pistes revêtues (en béton ou en enrobé) à la création et l'entretien de terrains de circonstance non revêtus (en terre ou en sable). Elle est indissociable de la notion d’expertise : lorsque le régiment conçoit, dessine, crée, entretient ou répare une piste, il doit être aussi capable de contrôler et d’homologuer les travaux, en particulier dans un contexte multinational ou interalliés.
Créer ou renforcer les infrastructures de déploiement de la force.
Cette capacité vise à créer, améliorer ou renforcer les infrastructures de déploiement d’une force (postes de commandement, plots carburants, zones logistiques, antennes chirurgicales avancées, dépôts de munitions, ouvrages de protection).

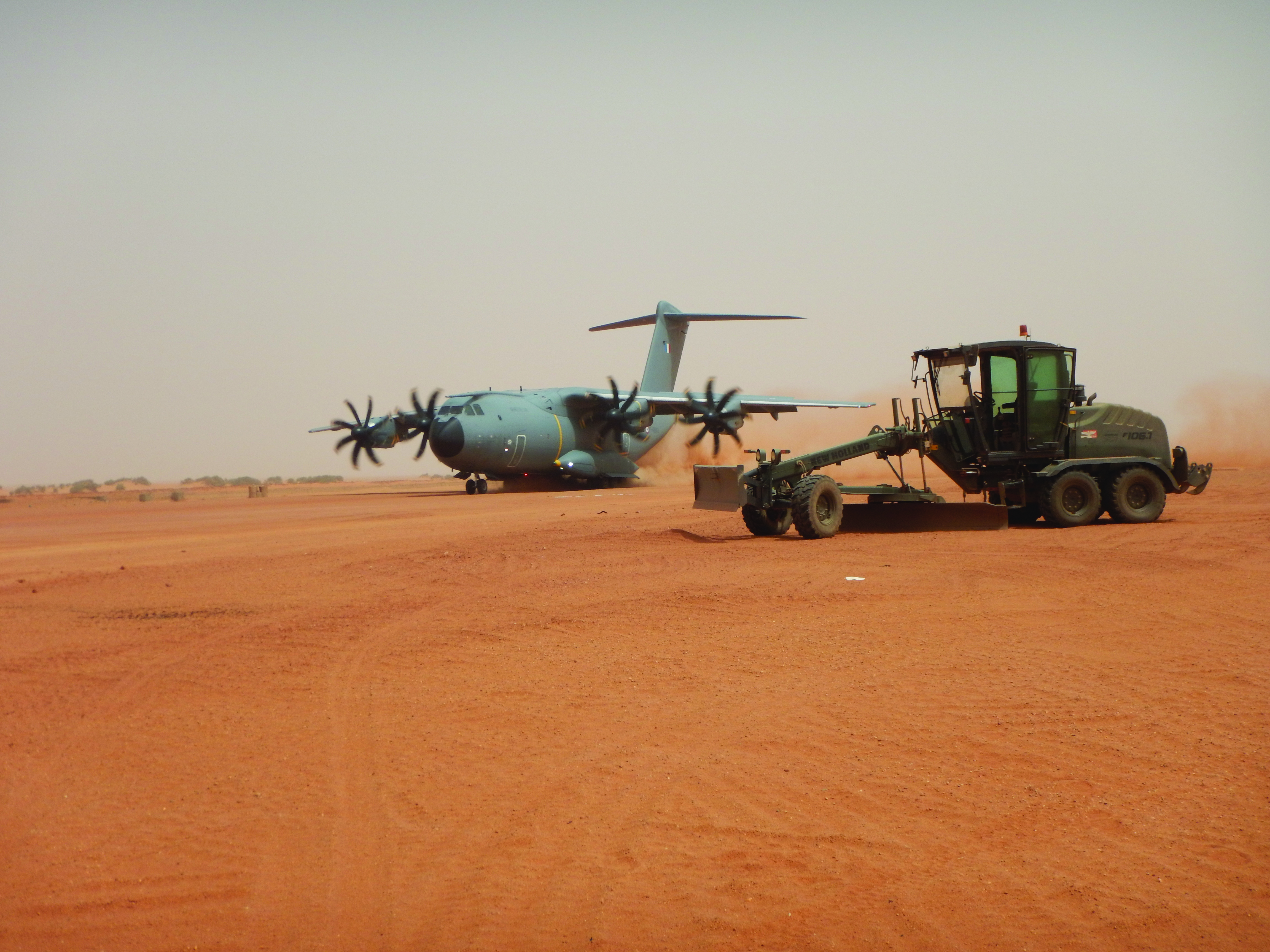
Maintien en condition opérationnelle d'un terrain sommaire.
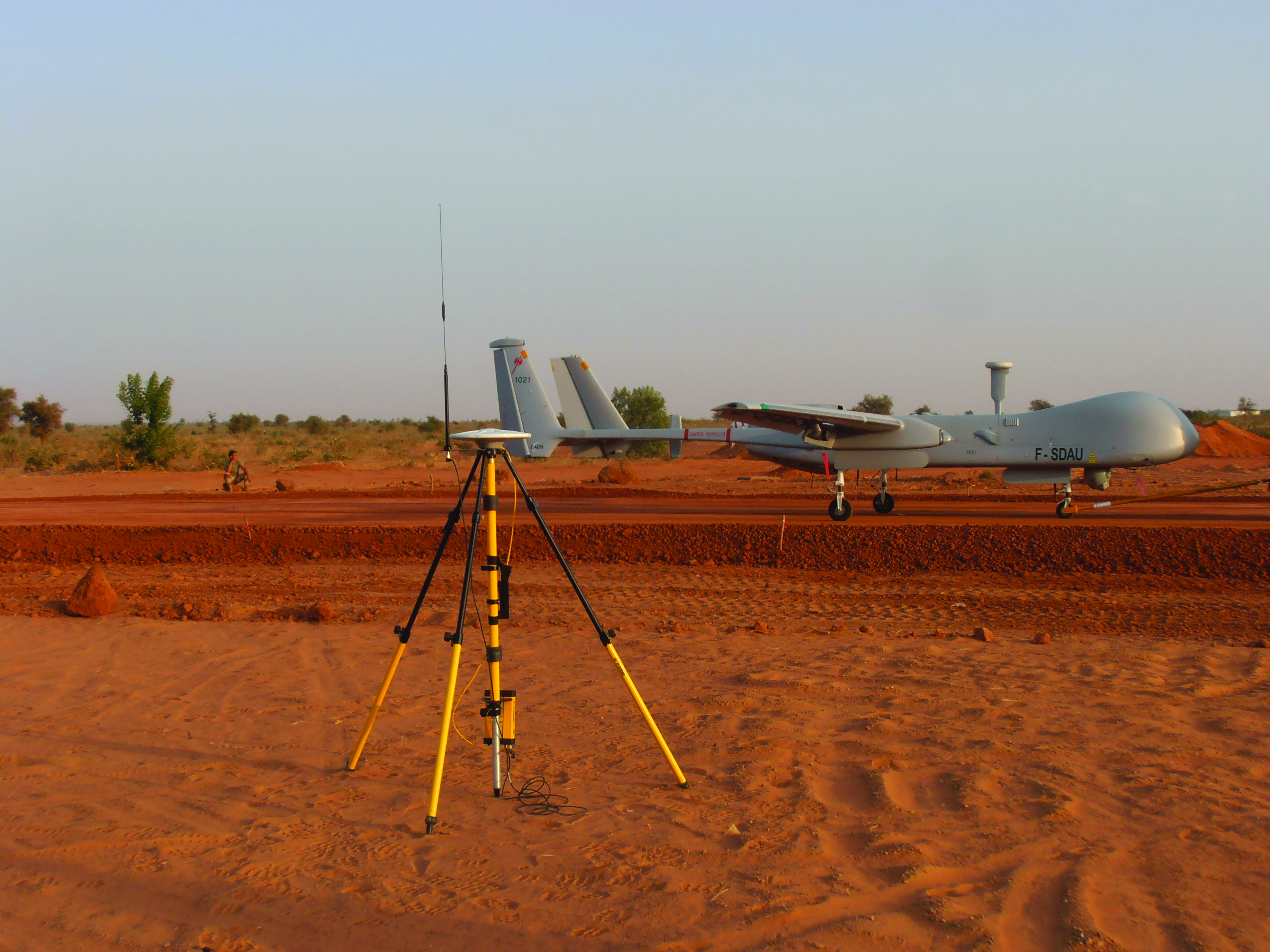
Deux matériels nécessaires à la reconnaissance.

## Matériels
Engins de travaux publics, poids lourds, production et mise en œuvre de produits noirs et béton.
- Engin blindé du génie
- Engin explosif improvisé
- Déminage

## Missions d'hier et d'aujourd'hui
- EX-YOUGOSLAVIE / KOSOVO - IFOR puis Opération Trident - 1995 à 2006
  - Sarajevo : reconnaissance, dépollution, réparations de pistes après bombardement, puis maintien en condition opérationnelle de l’aéroport (dont déneigement). Mostar : réhabilitation de l’aéroport et installation de la Force (création de plateformes et réfection de la piste d’aviation). Mont Igman : réhabilitation et extension de la rocade d’approvisionnement de la Force Tiger. Raljovak : reconnaissance, dépollution et remise en état d’infrastructures au profit du poste de commandement de la Force d’interposition. Mitrovica : appui au déploiement de la Force (création de camps et de routes). Djakovika : appui au déploiement et création de parkings aéronautiques au profit du détachement drone HUNTER. Prizren : appui au déploiement du détachement drone Canadair CL-289 (camp, plateformes de déploiement).
- TADJIKISTAN - Opération Pamir - 2001 à 2014
  - Douchanbé : création de dépôts de munitions, appui au déploiement du détachement air, rénovation et entretien de la piste et des aires aéronautiques de l’aéroport.
- RÉPUBLIQUE CENTRAFRICAINE - Opération Sangaris - 2013 à 2015
  - Bangui, Bouar, Bria, Bambari, Ndélé : réparation rapide de pistes et rétablissement et maintien en condition opérationnelle de pistes en terrains sommaires.
- LIBYE - Opération Harmattan - 2012
  - Expertise des aéroports de Syrte et Oqba.
- CONGO - Opération Artémis (2003) - 2003
  - Bunia : expertise, réparations rapide de pistes puis maintien en condition opérationnelle de l’aéroport ; appui au déploiement de la Force (création de camps).
- MALI - Opération Serval puis Opération Barkhane - 2013 à ...
  - Bamako, Gao (Mali) : expertises, réparations rapides de pistes et maintien en condition opérationnelle des pistes d’aviation utilisées par la Force Serval, appui au déploiement de la force (camps et ouvrages de protection). Gao : création d’une piste non revêtue au profit de la Force et de la MINUSMA pour pallier la forte dégradation de la piste revêtue de l’aéroport. Kidal, Tessalit : reconnaissance et maintien en condition de pistes d’aviation non revêtues, appui au déploiement de la Force Serval. Le 25e RGA est toujours présent à Gao. Il supervise aussi l’entretien des pistes de Kidal et Tessalit effectué par la MINUSMA.
- TCHAD - Opération Épervier (Tchad) puis Barkhane - 2013 à ...
  - N’Djamena : expertise de la Base aérienne 172 Fort-Lamy, création, rénovation et maintien en condition opérationnelle des aires aéronautiques militaires.
- NIGER - Serval puis Barkhane - 2013 à ...
  - Niamey : expertise de l’aéroport, création et maintien en condition opérationnelle d’aires aéronautiques revêtues. Dirkou : expertise et maintien en condition opérationnelle de la piste d’aviation revêtue. Madama : expertise puis prolongement d’une piste d’aviation non revêtue pour permettre l’accueil d’aéronefs ; appui au déploiement de la Force avec la création d’une base aéroterrestre. Aguelal (en) : reconnaissance et maintien en condition de la piste d’aviation américaine non revêtue, appui au déploiement de la Force Barkhane. Le 25e RGA est toujours présent à Niamey, Madama et Aguelal.
- JORDANIE - Opération Chammal - 2016 à ...
  - Base aérienne Prince-Hassan (Base, H-5) : expertise de l’aéroport, reconnaissance de pistes d’aviation, création d’aires aéronautiques, maintien en condition opérationnelle, appui au déploiement de la force.
- SÉNÉGAL - 2018 à...
  - Dakar : Création d’une escale aéronautique au profit des Éléments Français au Sénégal sur le nouvel Aéroport international Blaise-Diagne.

Situation Madama
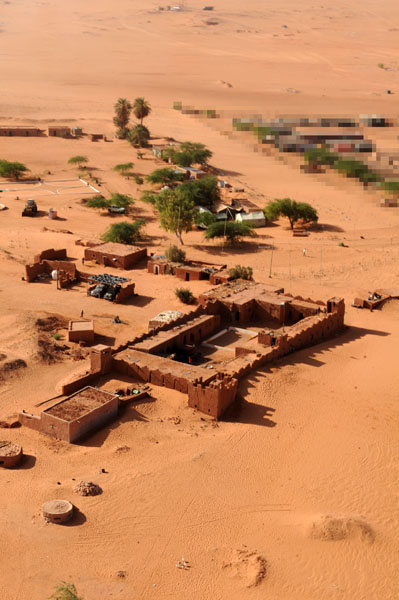
Photo aérienne du fort de Madama - Niger, novembre 2014.
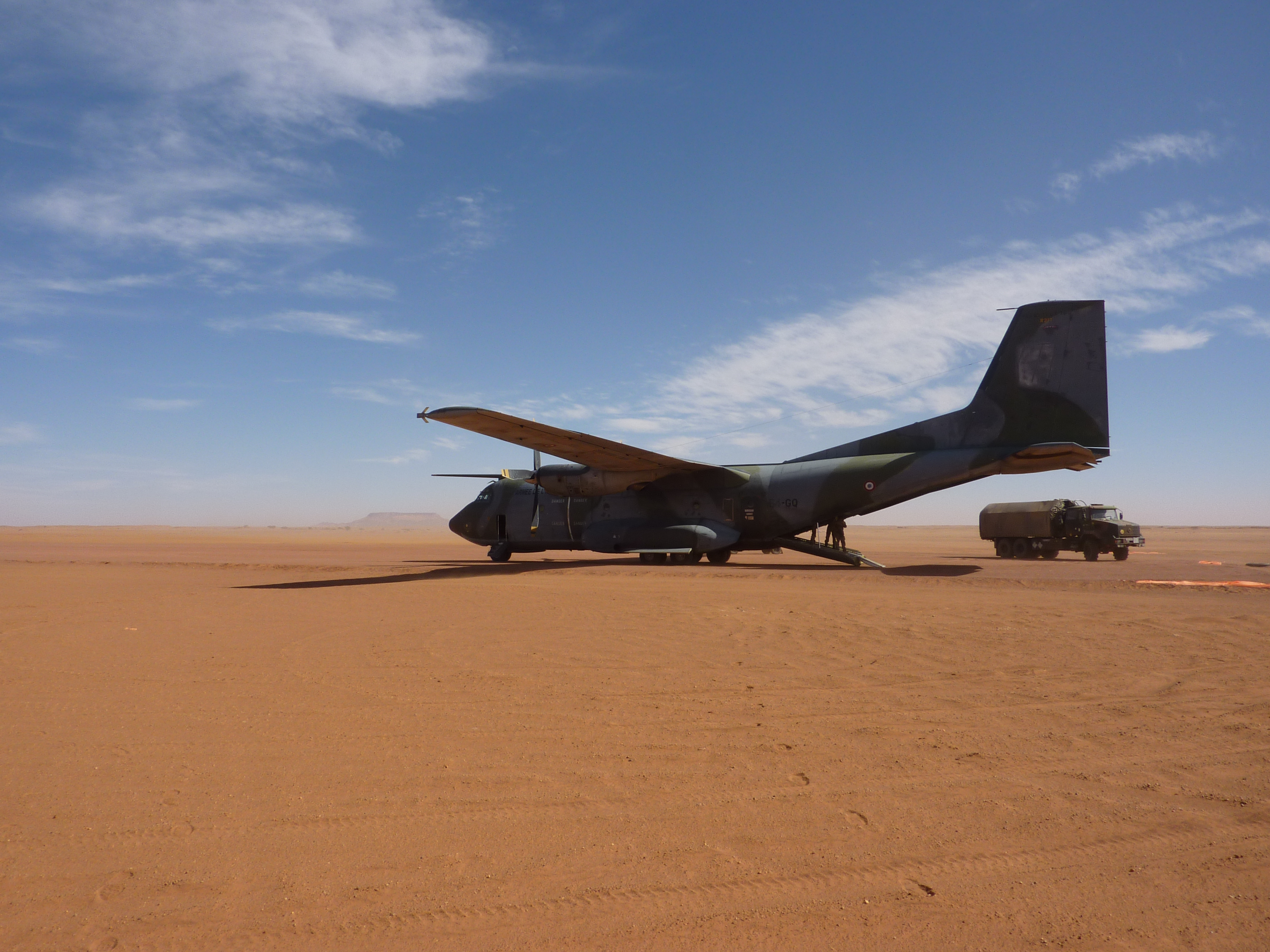
C-160 Transall de l'Armée de l'air française sur la piste de Madama, 1er janvier 2015 - Fort de Madama.

## Sources et bibliographie
- Gaston Tissandier, Aerostier Militaire, Nabu Press, 2010 (ISBN 978-1-142-49175-8)
- Georges Espitallier, Les Aerostiers Militaires, Nabu Press, 2010 (ISBN 978-1-143-17059-1)
- Audebaud Christian, Lieutenant General Vicomte Poitevin de Maureillan (1772-1829). Une des Gloires de l'Arme du Génie, Spm Lettrage, 2011 (ISBN 978-2-901952-47-3)
- Gaston Tissandier, Souvenirs et récits d'un aérostier militaire de l'armée de la Loire, 1870-1871 (Éd.1891), Hachette Livre BNF, coll. « Histoire », 2012 (ISBN 978-2-01-262648-5)
- Anonymous, Les Aerostiers Militaires En Egypte : Campagne de Bonaparte, 1798-1801, Nabu Press, 2014 (ISBN 978-1-295-49645-7)
- Janier Charles, Dictionnaire Opex : Opérations extérieures de l’armée française depuis 1945, SPE Militaria, coll. « HISTOIRE », 2015, 105 p. (ISBN 979-10-94311-05-9)
- Olivier-Poletti Michèle, Le génie d'un aérostier : Jean Poletti, 1914-1919, Toulon, Les Presses du Midi, 2015, 113 p. (ISBN 978-2-8127-0690-5)
- Christophe Lafaye et Jean-Louis Georgelin (Préface), L'armée française en Afghanistan : le génie au combat (2001-2012) : A l'origine des opérations de contre-insurrection du XXIe siècle, Paris/Ministère de la Défense, CNRS, coll. « HISTOIRE », 2016, 502 p. (ISBN 978-2-271-09008-9)

### BD
- Jean-Claude Golvin et Gérard Coulon, Le Génie civil de l'armée romaine, Arles/impr. au Portugal, Errance, 2018, 158 p. (ISBN 978-2-87772-635-1), p. 158

Dans cet ouvrage, il s’agit de montrer les soldats romains hors des camps militaires, occupés à des travaux de génie civil par des chefs soucieux de les arracher à l’oisiveté générée par les temps de paix.